# Tasa metabólica en reposo
Tasa metabólica en reposo (TMR) (o RMR en inglés) se refiere al metabolismo durante un período de tiempo de condiciones de reposo estrictas y constantes que se definen por una combinación de supuestos de fisiológica homeostasis y equilibrio biológico.

La tasa metabólica en reposo (TMR), se diferencia de la Tasa metabólica basal (TMB) porque las mediciones de esta deben alcanzar el equilibrio fisiológico total, mientras que las condiciones de medición de la TMR pueden modificarse y definirse por las limitaciones contextuales.

Por lo tanto, la TMB se mide en el elusivo estado estacionario "perfecto", mientras que la medición de la Tasa metabólica en reposo (TMR) es más accesible, y por lo tanto, representa la mayoría, si no todas, las mediciones o estimaciones del gasto energético diario.
La calorimetría indirecta es el estudio o uso clínico de la relación entre la respirometría y la bioenergética, donde la medición de las tasas de consumo de oxígeno, a veces producción de dióxido de carbono y, con menor frecuencia, producción de urea, se transforma en tasas de gasto energético, expresadas como la relación entre i) energía y ii) el marco de tiempo de la medición. Por ejemplo, después del análisis del consumo de oxígeno de un sujeto humano, si se estimaron 5,5 kilocalorías de energía durante una medición de 5 minutos de un individuo en reposo, entonces la tasa metabólica en reposo es igual a una tasa de 1,1 kcal/min.
El profesor de ingeniería Frank B. Sanborn demostró un tratamiento integral de los factores de confusión en las mediciones de TMB ya en 1922 en Massachusetts, donde las descripciones de los efectos de la comida, la postura, el sueño, la actividad muscular y la emoción proporcionan criterios para separar TMB de TMR.

## Calorimetría indirecta

### Tecnologías anteriores a la informática
En la década de 1780, para la Academia Francesa de Ciencias, Lavoisier, Laplace y Seguin investigaron y publicaron las relaciones entre la calorimetría directa y los intercambios de gases respiratorios de mamíferos. 100 años más tarde, en el siglo XIX, para la Wesleyan University, con sede en Connecticut, los profesores Atwater y Rosa proporcionaron amplia evidencia del transporte de nitrógeno, dióxido de carbono y oxígeno durante el metabolismo de aminoácidos, glucosa y ácidos grasos en seres humanos, lo que estableció aún más el valor de la calorimetría indirecta en la determinación de la bioenergética de los seres humanos de vida libre. El trabajo de Atwater y Rosa también hizo posible el cálculo de los valores calóricos de los alimentos, que finalmente se convirtieron en el criterio adoptado por el USDA para crear la biblioteca de calorías alimentarias.
A principios del siglo XX, en la Universidad de Oxford, el investigador de fisiología Claude Gordon Douglas desarrolló un método móvil y económico para recolectar el aliento exhalado (en parte como preparación para los experimentos que se realizarían en Pike's Peak, Colorado). En este método, el sujeto exhala en una bolsa de recolección de gran volumen y casi impermeable durante un período de tiempo registrado. Se mide el volumen completo, se analiza el contenido de oxígeno y dióxido de carbono y se calculan las diferencias con el aire "ambiental" inspirado para determinar las tasas de absorción de oxígeno y producción de dióxido de carbono.
Para estimar el gasto de energía de los gases exhalados, se desarrollaron varios algoritmos. Uno de los más utilizados fue desarrollado en 1949 en la Universidad de Glasgow por el fisiólogo investigador J. B. de V. Weir. Su ecuación abreviada para estimar la tasa metabólica se escribió con las tasas de intercambio de gases como volumen / tiempo, excluyó el nitrógeno urinario y permitió la inclusión de un factor de conversión de tiempo de 1,44 para extrapolar al gasto energético de 24 horas de "kcal por minuto" a "kcal por día". Weir usó el método Douglas Bag en sus experimentos, y en apoyo de descuidar el efecto del metabolismo de las proteínas en condiciones fisiológicas normales y patrones de alimentación de ~12,5% de calorías proteicas, escribió:
"... de hecho, si el porcentaje de calorías proteicas [consumidas] se encuentra entre 10 y 14, el error máximo al usar [la ecuación] es menos de 1 en 500".

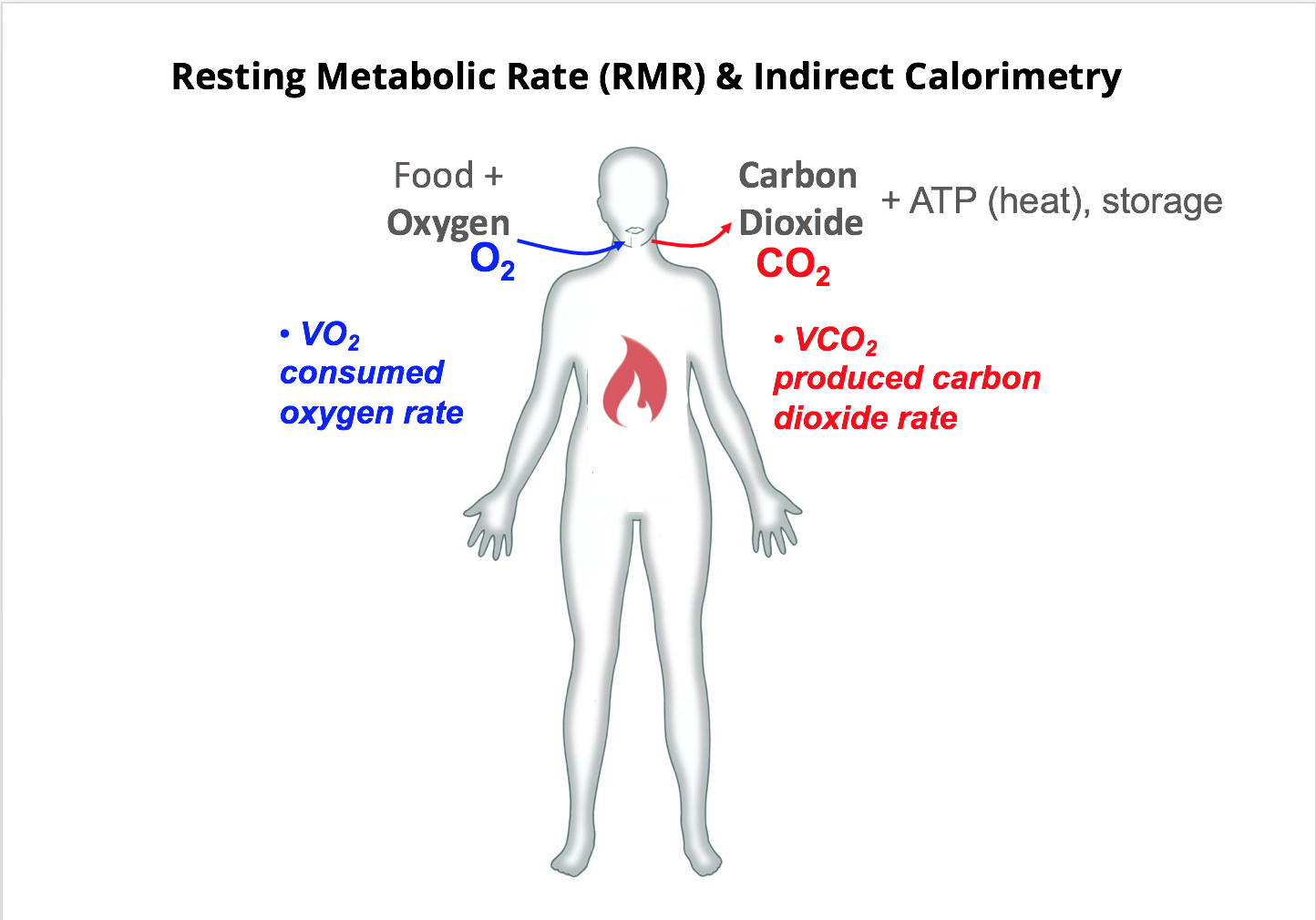
Una descripción general de cómo el oxígeno y el dióxido de carbono se relacionan con el gasto energético humano

### Mediciones de la RMR asistidas por computadora

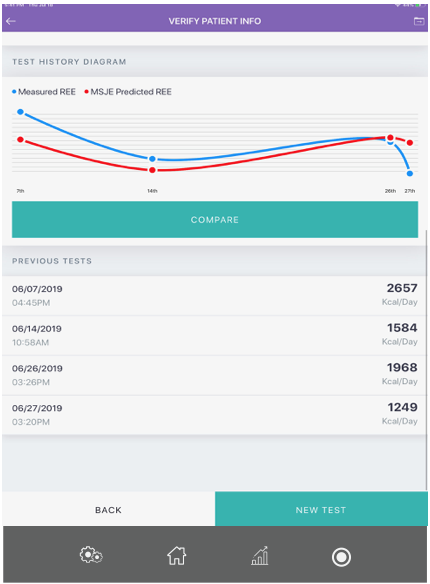
Sistema de gestión de pacientes de la aplicación Breezing Pro

A principios de la década de 1970, la tecnología informática permitió el procesamiento de datos en el sitio, algunos análisis en tiempo real e incluso presentaciones gráficas de variables metabólicas, como O2, CO2 y flujo de aire, alentando así a las instituciones académicas a probar la exactitud y precisión de nuevas formas. Unos años más tarde, en la década, debutaron los sistemas que funcionan con baterías. Por ejemplo, una demostración del Oxylog móvil con pantalla digital del consumo de oxígeno acumulado y en el último minuto se presentó en 1977 en las Actas de la Sociedad Fisiológica. A medida que los costos de fabricación y computación cayeron en las siguientes décadas, varios métodos de calibración universales para preparar y comparar varios modelos en la década de 1990 llamaron la atención sobre las deficiencias o ventajas de varios diseños. Además de los costos más bajos, la variable metabólica CO2 a menudo se ignoraba, promoviendo en cambio un enfoque en modelos de consumo de oxígeno para el manejo del peso y el entrenamiento físico.
En el nuevo milenio, los calorímetros indirectos más pequeños "del tamaño de una computadora de escritorio", como el sistema New Leaf de Medical Graphics, se estaban distribuyendo con computadoras personales e impresoras totalmente dedicadas, y ejecutando software moderno basado en Windows como BreezeSuite para el sistema operativo Windows. Se puso a disposición un sofisticado software para capacitar tanto a los nutricionistas como a los consumidores finales para realizar un seguimiento y gestionar la ingesta de calorías.

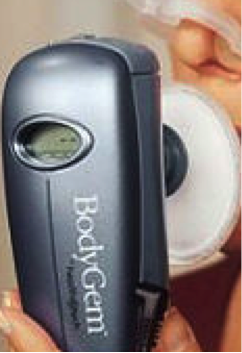
BodyGem (R)

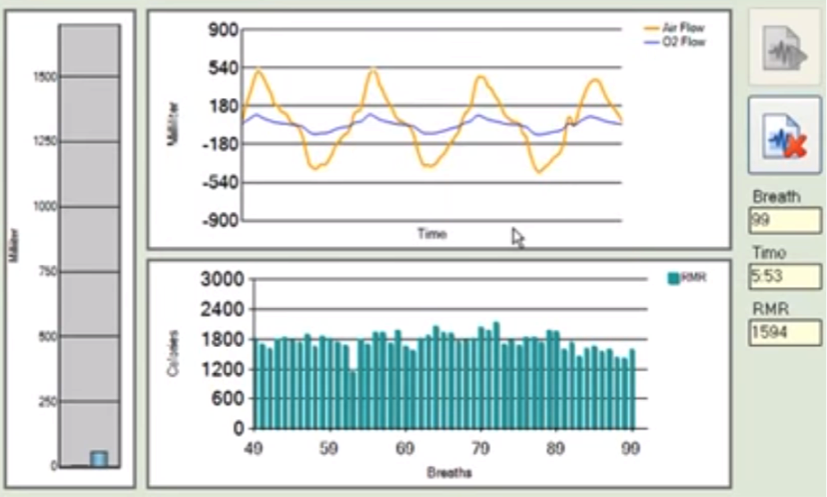
Software analizador

Por ejemplo, en 2003, HealtheTech proporcionó el software BalanceLog (TM) de control de peso y control de la nutrición y su producto web BalanceLog Pro (TM), ambos orientados para su uso con su BodyGem (R) de mano y desechable, que midió el consumo de oxígeno y reportó un gasto de energía en reposo de 24 horas.
En este momento, varias empresas de salud y bienestar llevaron las mediciones de las condiciones de descanso y ejercicio como un servicio al consumidor final, lo que ayudó a dar forma a los equipos de ventas y servicio para mantener estos sistemas en línea y listos para los asistentes al gimnasio y las clínicas de control de peso.

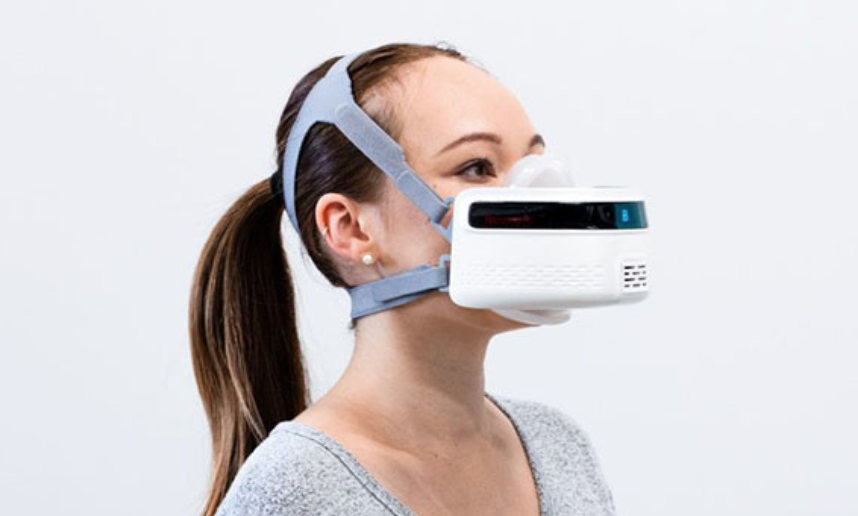
Breezing Pro Tracker

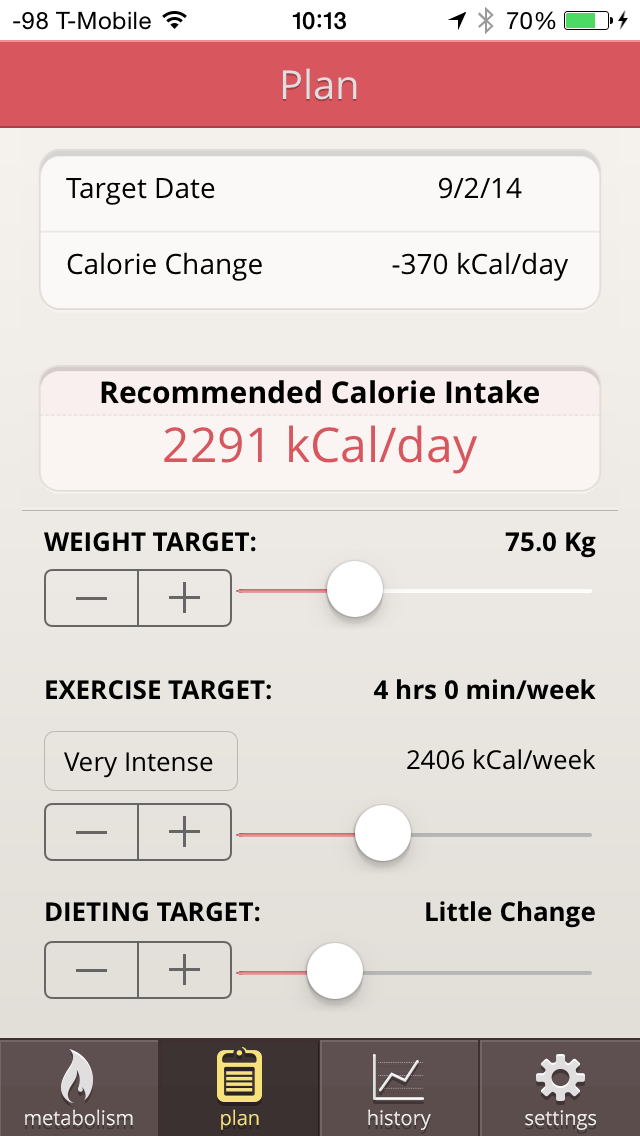
Aplicación Breezing

En 2014, a medida que seguía creciendo el número de aplicaciones en la App Store y Google Play, Breezing Co ofreció la primera aplicación de seguimiento de mediciones de RMR. La medición de VO2 y VCO2 de Breezing, realizada con una unidad portátil que funciona con baterías, se conectó mediante Bluetooth a la aplicación para realizar cálculos en tiempo real.
Más recientemente, en 2020, se introdujo un nuevo Breezing Pro portátil para el mercado de la salud profesional, que ofrece un proceso de medición rediseñado y una aplicación compatible con HIPAA .

## Uso
Se recomiendan las mediciones de RMR al estimar el gasto energético diario total (ETE). Dado que las medidas de TMB están restringidas al marco de tiempo estrecho (y condiciones estrictas) al despertar, la medida de TMR en condiciones más flexibles se realiza con mayor frecuencia. En la revisión organizada por el USDA, mayoría de las publicaciones documentaron condiciones específicas de las mediciones de reposo, incluido el tiempo desde la última ingesta de alimentos o actividades físicas; Esta revisión integral estima que la RMR es un 10-20% más alta que la BMR debido al efecto térmico de la alimentación y la quema residual de las actividades que ocurren a lo largo del día.

### Relación entrela tasa metabólica enreposo yel gasto energético
Dejando de lado la termoquímica, la tasa de metabolismo y la cantidad de gasto de energía pueden intercambiarse erróneamente, por ejemplo, al describir RMR y REE.

### Pautas clínicas para las condiciones de las mediciones en reposo
La Academia de Nutrición y Dietética (AND) proporciona orientación clínica para preparar a un sujeto para las medidas de RMR, con el fin de mitigar los posibles factores de confusión de la alimentación, las actividades físicas estresantes o la exposición a estimulantes como la cafeína o la nicotina:
En preparación, un sujeto debe estar en ayunas durante 7 horas o más, y estar atento a evitar estimulantes y factores estresantes, como cafeína, nicotina y actividades físicas duras como ejercicios con propósito.
Durante 30 minutos antes de realizar la medición, el sujeto debe permanecer en decúbito supino sin movimientos físicos, sin leer ni escuchar música. El ambiente debe reducir la estimulación manteniendo un silencio constante, una iluminación tenue y una temperatura constante. Estas condiciones continúan durante la etapa de medición.
Además, el uso correcto de un calorímetro indirecto bien mantenido incluye lograr un patrón de respiración natural y constante para revelar el consumo de oxígeno y las tasas de producción de dióxido de carbono en una condición de reposo reproducible. La calorimetría indirecta se considera el método de referencia para medir la RMR. Los calorímetros indirectos se encuentran generalmente en entornos clínicos y de laboratorio, pero los avances tecnológicos están llevando la medición de RMR a condiciones de vida libre.

### Uso de REE en el control de peso
El control del peso a largo plazo es directamente proporcional a las calorías absorbidas por la alimentación; sin embargo, una miríada de factores no calóricos también juegan un papel biológicamente significativo (no cubierto aquí) en la estimación de la ingesta energética. Al contar el gasto energético, el uso de una medición en reposo (RMR) es el método más preciso para estimar la mayor parte del gasto energético diario total (TEE), lo que proporciona las aproximaciones más cercanas al planificar y seguir un plan de ingesta calórica. Por lo tanto, la estimación de REE por calorimetría indirecta se recomienda encarecidamente para lograr el control del peso a largo plazo, una conclusión a la que se llegó y se mantuvo debido a la investigación observacional en curso por instituciones muy respetadas como el USDA, AND (anteriormente ADA), ACSM e internacionalmente por la OMS.

## Correlatos comunes a la tasa metabólica y el gasto energético de 24 horas
El gasto de energía se correlaciona con varios factores, enumerados en orden alfabético.
- Edad: además de las tendencias epidemiológicamente correlacionadas de envejecimiento, disminución de la actividad física y pérdida de masa muscular magra,[20] la disminución de la actividad celular (la senescencia de la misma) también puede contribuir a la disminución del REE.